# Новгородский оккупационный архив
Новгородский оккупационный архив — собрание документов делопроизводства Новгородской приказной избы за время шведской оккупации Новгорода 1611—1617 гг. Является самым целостным сохранившимся собранием государственных документов административной практики Московской Руси до XVII века и состоит из около 30 тыс. листов.
Хранится в Государственном архиве Швеции в Стокгольме.

## История
После подписания Выборгского мирного договора 20 февраля 1609 года между Швецией и Россией об оказании помощи правительству Василия Шуйского Швеция предоставляла корпус наемников под командованием Якоба Делагарди для борьбы со сторонниками Лжедмитрия II. Это вызвало резкую реакцию Польского государства, из-за шедшей уже шведско-польской войны и втягивания России в эту войну. После свержения Шуйского шведские наемники под предлогом невыполнения русскими условий договора по оплате своих услуг захватили  Новгород и ряд других северных русских территорий.
С 1611 по 1617 гг. даже после подписания перемирия в шведско-польской войне продолжалась шведская оккупация Новгорода и Новгородской земли и шведско-русская война (швед. Ingermanladska kriget), которая закончилась подписанием Столбовского мирного договора. В 1617 г. при эвакуации шведской оккупационной администрации после подписания мирного договора шведский воевода Якоб Делагарди поручил собрать документы Новгородской приказной избы и отправить в Ингерманландию на шведскую территорию.
В конце XVII века собрание документов было перевезено в Государственный архив Швеции в Стокгольме, где и хранится до сих пор в фонде Ockupationsarkivet från Novgorod.

## Состав
Состоит архив из двух частей, которые отличаются по своему характеру и происхождению.
Первая часть (Serie I) состоит из 141 книги и содержит документы, составлявшиеся в различных приказах Новгорода в период оккупации. В основном это беловые переписи документов, подлежащие к отправке в московские архивы. Они представлены приходо-расходными книгами разных учреждений (Денежного двора, таможни, судного двора, кабаков), а также писцовыми, переписными, дозорными, отдельными, обыскными, даточными, платежными, ужинными, умолотными, кабальными, ямскими, банными и др. книгами.
Вторая часть (Serie II) насчитывает 368 свитков различной величины. В этой части собраны купчие записи, служилые кабалы, отпускные и судебные дела, расспросные речи, челобитные, памяти, поручные записи, дела о земельных пожалованиях, отписки дворян с отчетом о несении службы, списки конфискованного имущества перебежчиков. Что отражает повседневную переписку народа с центральными новгородскими властями.